# Opopaea phineus
Espèce
Opopaea phineus est une espèce d'araignées aranéomorphes de la famille des Oonopidae.

## Distribution
Cette espèce est endémique du Kimberley en Australie-Occidentale,.

## Description
Cette araignée troglobie est anophtalme. La femelle holotype mesure 1,50 mm.

## Publication originale
- Harvey & Edward, 2007 : Three new species of cavernicolous goblin spiders (Araneae, Oonopidae) from Australia. Records of the Western Australian Museum, vol. 24, p. 9-17 (texte intégral).